# Георги Граматиков (джудист)
 Тази статия е за джудиста.  За историка вижте Георги Граматиков.  
Георги Константинов Граматиков е български състезател по джудо. Бронзов и сребърен медалист от европейски първенства, балкански шампион, многократен шампион на България.

## Биография
Роден е на 26 август 2000 г. в София, България. Състезател е на „Локомотив“ (София).
През 2022 г. печели бронзов медал от Европейското първенство до 23 г. в Сараево (Босна и Херцеговина) в категория до 81 кг, като в малкия финал побеждава миналогодишния бронзов медалист Бенедик Тод (Унгария) с вадзари. Медалът е първи в кариерата му от голямо първенство.
През март 2023 г. спечелва сребърен медал при мъжете на Европейската купа по джудо в Рим в категория до 81 кг.
През 2023 г. участва в турнира Гран при по джудо в Линц (Австрия) и постига две победи, но в третия двубой губи срещата.
Същата година Георги Граматиков заема 7 място на Големия шлем в Баку, категория до 90 кг.
През 2024 г. на турнира от Големия шлем в Баку побеждава французина Тизи Гнаме и кипъреца Одисеос Георгакис с вадзари, но в третия кръг е спрян от Зелим Ткаев, който след това става първи в категорията до 81 кг.
На турнира от Големия шлем в Ташкент Георги Граматиков записва престижна победа, като на старта в категория до 81 кг преодолява грузинеца Нузгари Таталашивил със златна точка в продължението. Успехът идва за 5,52 мин. Съперникът му е световен и четирикратен европейски шампион в отборната надпревара.
Многократен шампион на България до 81 кг. и балкански шампион по джудо.